# Isogenie
In der algebraischen Geometrie, einem Teilgebiet der Mathematik, nennt man einen Homomorphismus {\displaystyle \phi \colon A\rightarrow B} von Abelschen Varietäten {\displaystyle A} und {\displaystyle B} eine Isogenie, wenn {\displaystyle \phi } surjektiv ist und einen endlichen Kern besitzt. Gibt es eine Isogenie {\displaystyle \phi \colon A\rightarrow B}, so heißen die Abelschen Varietäten {\displaystyle A} und {\displaystyle B} isogen. Speziell sind Isogenien „rationale“ Abbildungen zwischen elliptischen Kurven, welche das Gruppengesetz respektieren.

## Definition
Sind {\displaystyle A} und {\displaystyle B} Abelsche Varietäten, so sind die folgenden Aussagen über einen Homomorphismus {\displaystyle \phi \colon A\rightarrow B} äquivalent:
- {\displaystyle \phi } ist eine Isogenie, das heißt {\displaystyle \phi } ist surjektiv und der Kern von {\displaystyle \phi } ist endlich.
- {\displaystyle A} und {\displaystyle B} besitzen die gleiche Dimension und {\displaystyle \phi } ist surjektiv.
- {\displaystyle A} und {\displaystyle B} besitzen die gleiche Dimension und der Kern von {\displaystyle \phi } ist endlich.

Ist eine (und damit jede) dieser Bedingungen erfüllt, so nennt man {\displaystyle A} und {\displaystyle B} isogen.
Der in diesem Artikel behandelte Begriff einer Isogenie Abelscher Varietäten lässt sich verallgemeinern zum Begriff einer Isogenie von Gruppenschemata.